# Barnstedt
Barnstedt település Németországban, azon belül Alsó-Szászország tartományban. Lakosainak száma 765 fő (2023. december 31.). Barnstedt Embsen és Betzendorf községekkel határos.

## Népesség
A település népességének változása:
| Lakosok száma | 743  | 742  | 732  | 745  | 759  | 765  |
|               | 2016 | 2017 | 2019 | 2021 | 2022 | 2023 |